# Московский международный кинофестиваль 2015
XXXVII Московский международный кинофестиваль проходил в Москве с 19 по 26 июня 2015 года.
Церемонии открытия и закрытия прошли в театре «Россия» (бывший кинотеатр «Пушкинский»); фестивальные картины демонстрировались в кинотеатрах «Октябрь», «Иллюзион» и в Доме Кино.

## Финансирование
В марте 2015 года Министерством культуры Российской Федерации была утверждена субсидия компании «Медиафест» на проведение Московского международного кинофестиваля в 2015 году. Сумма субсидии составила 115 млн рублей, что соответствует рублёвому финансированию ММКФ со стороны государства в два предыдущие года — в 2012 году АНО «Медиафест» стал победителем открытого конкурса на право заключения государственного контракта на оказание услуг по организации и проведению 35-го Московского международного кинофестиваля в 2013 г. и 36-го Московского международного кинофестиваля в 2014 г., при этом сумма контракта составила 230 млн рублей на два года.
По словам программного директора Кирилла Разлогова, в связи с существенным сокращением бюджета фестиваля (если учесть изменение курса рубля), проведение ММКФ на прежнем уровне стало невозможно: будет сокращено в 1,5—2 раза общее число фильмов, а общая продолжительность фестиваля сократится на два дня. В то же время Разголов пообещал, что качественный уровень программ будет сохранён.

## Пресс-конференция на Каннском кинофестивале
19 мая 2015 года в рамках Каннского кинофестиваля состоялась, как это было и в предыдущие годы, пресс-конференция, посвящённая предстоящему кинофестивалю в Москве. На ней было объявлено, что жюри основного конкурса в этом году возглавит французский кинорежиссёр и сценарист Жан-Жак Анно. Были также объявлены программы ММКФ этого года и некоторые участники основного конкурса.

## Руководство кинофестиваля
- Президент — Никита Михалков
- Программный директор — Кирилл Разлогов
- Директор по связям с общественностью — Пётр Шепотинник
- Председатель отборочной комиссии — Андрей Плахов

## Жюри

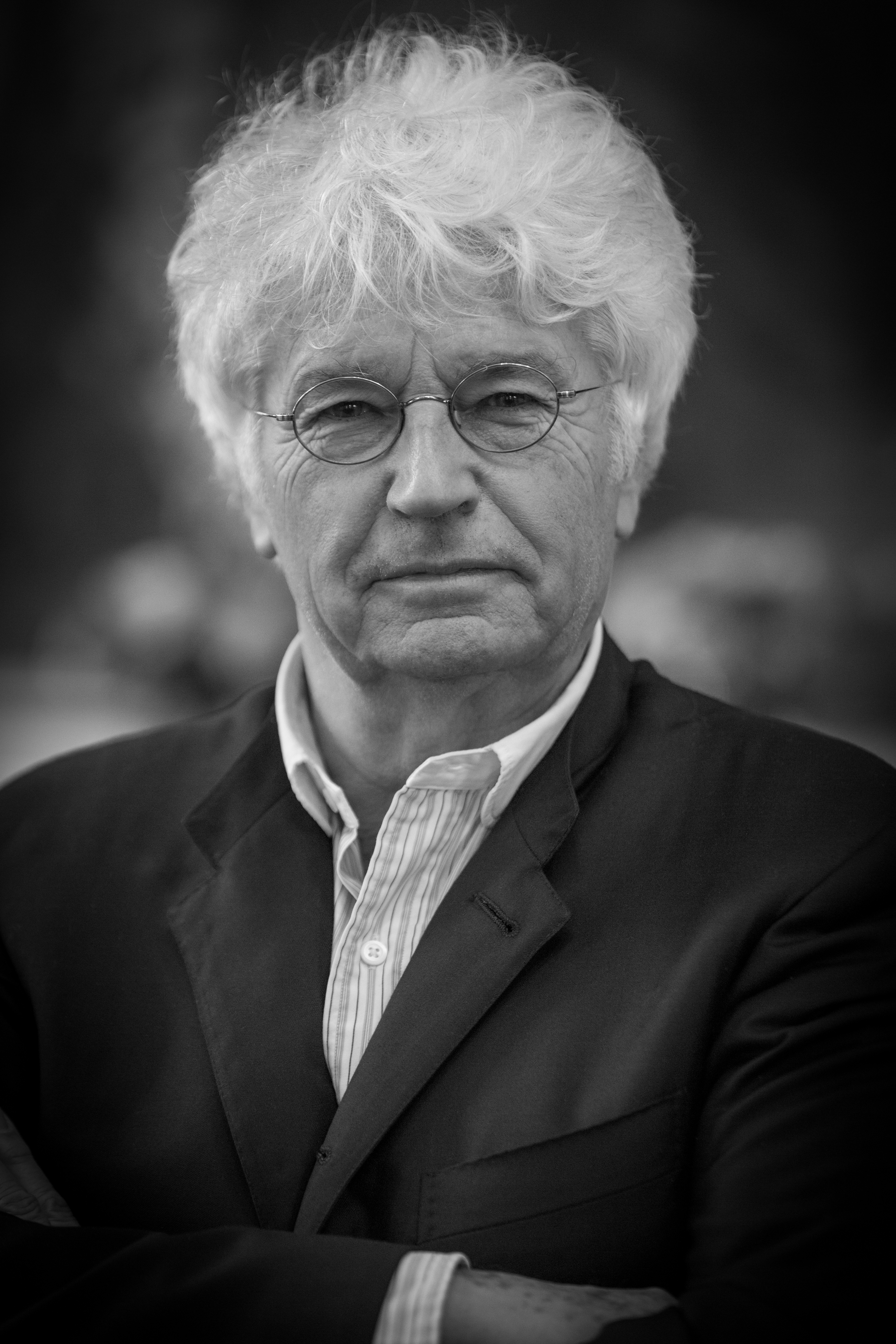
Жан-Жак Анно, председатель жюри основного конкурса

### Жюри основного конкурса
В жюри основного конкурса входило пять человек:
- Жан-Жак Анно (Франция), кинорежиссёр, сценарист — председатель жюри
- Жаклин Биссет (Великобритания), актриса
- Фред Брайнерсдорфер[нем.] (Германия), сценарист
- Эндрю Вайна (США, Венгрия), продюсер
- Алексей Федорченко (Россия), кинорежиссёр

### Жюри документального конкурса
В жюри документального конкурса входило три человека:
- Филиппа Коварски[нем.] (Израиль), основатель и руководитель израильской дистрибьюторской компании Cinephil — председатель жюри.
- Арутюн Хачатрян (Армения), директор Ереванского международного кинофестиваля «Золотой абрикос».
- Алексей Вахрушев (Россия), режиссёр документального кино.

В соответствии с регламентом ММКФ жюри документального конкурса помимо приза «За лучший фильм Конкурса документального кино» присуждает также «Приз за лучший фильм Конкурса короткометражного кино».

## Программы
- Фильм открытия: «Тотем волка», реж. Жан-Жак Анно (Франция, Китай)
- Фильм закрытия: «Никто не спасётся в одиночку», реж. Серджио Кастеллито (Италия)

### Конкурсные программы
Как и на предыдущем кинофестивале, были предусмотрены три конкурса — основной, документальный и короткометражный. По сравнению с ММКФ-2014 основной конкурс был сокращён с 16 до 12 фильмов. В документальном конкурсе, как и годом ранее, было 7 фильмов.

### Внеконкурсные программы
- Специальные показы
- 8 1/2 фильмов
- Свободная мысль. Программа документального кино (12 фильмов, в том числе фильм-лауреат премии Оскар «Citizenfour. Правда Сноудена»)[4]
- Тропическая эйфория
- Вокруг Фассбиндера
- Женский взрыв
- Феномен курдского кино
- Экранный образ трагедии. К 100-летию геноцида армян
- К 100-летию кино Болгарии
- Турецкое кино вчера и сегодня
- Фильмы, которых здесь не было
- К 70-летию Великой победы. Сороковые, роковые…
- Уголок короткого метра
- Медиа форум
- Программа российского кино

В рамках внеконкурсных программ в 2015 году было показано около 150 фильмов (вместо 250 фильмов в 2014 году).

## Фильмы-участники

### Основной конкурс
- Анклав (Сербия)
- Арвентур (Россия)
- Арми жива! (Финляндия)
- Будь паинькой (Япония)
- Герои зла[исп.] (Испания)
- Дорога (Ливан)
- Лузеры (Болгария)
- Милый Ханс, дорогой Пётр (Россия, Германия, Великобритания)
- Море и летающая рыба (Иран)
- Орлеан (Россия)
- Росита[дат.] (Дания)
- Шлагбаум (Казахстан)

Согласно регламенту ММКФ, в основной конкурс могли быть включены только такие фильмы, для которых их показ на московском кинофестивале стал премьерным.

### Конкурс документального кино
- Гонка на вымирание (США)
- Земля Картелей (США, Мексика)
- Ларисина Артель (Россия)
- Ночной кошмар (США)
- Пришествие (Австрия, Дания, Финляндия)
- Экстаз Вилко Джонсона (Великобритания)
- Юный патриот (Китай, Франция)

### Конкурс короткого метра
- Антивирус (Россия, Великобритания)
- Ева (Венесуэла)
- Картонный человек (Россия)
- Метод ведения наблюдения снайпером (Южная Корея)
- Мисс Захра (Финляндия)
- Прежде (Франция)
- Секс и налоги (Швеция, Германия)
- Снежная история (Южная Корея)

## Награды фестиваля
- Главный приз «Золотой Святой Георгий»

«Лузеры», режиссёр Ивайло Христов (Болгария)
- Специальный приз жюри «Серебряный Георгий»

«Арвентур», режиссёр Ирина Евтеева (Россия)
- Приз «Серебряный Георгий» за лучшую режиссёрскую работу

Фредерике Аспёк («Росита», Дания)
- Приз «Серебряный Георгий» за лучшее исполнение мужской роли

Еркебулан Даиров («Шлагбаум», Казахстан)
- Приз «Серебряный Георгий» за лучшее исполнение женской роли

Елена Лядова («Орлеан», Россия)
- Приз «Серебряный Георгий» за лучший фильм документального конкурса

«Земля карателей» (режиссёр Мэтью Хейнеман, США, Мексика)
- Приз за лучший короткометражный фильм

«Метод ведения наблюдения снайпером» (режиссёр Ким Юхна, Южная Корея)
- Приз жюри Международной федерации кинопрессы (ФИПРЕССИ)

«Дорога», режиссёр Рана Салем (Ливан)
- Призы ассоциации NETPAC

«Арвентур», режиссёр Ирина Евтеева (Россия)
«Будь паинькой», режиссёр Мипо О (Япония)
- Приз жюри российской кинокритики

«Лузеры» (режиссёр Ивайло Христов, Болгария)
Диплом: «Море и летающая рыба» (режиссёр Мехрдад Гафарзаде)
Специальное упоминание: «Арвентур» (режиссёр Ирина Евтеева, Россия)
- Приз зрительских симпатий

Основной конкурс — «Анклав» (режиссёр Горан Радованович, Сербия—Германия)
- Приз газеты «Коммерсантъ Weekend»

«Милый Ханс, дорогой Пётр» (режиссёр Александр Миндадзе, Россия)
- Приз Федерации киноклубов России[5]

Основной конкурс — «Лузеры», режиссёр Ивайло Христов (Болгария)
Российская программа — «Ангелы революции», режиссёр Алексей Федорченко (Россия)
Лучший фильм российских программ по результатам рейтингового голосования — «Орлеан», режиссёр Андрей Прошкин (Россия)
- Приз за вклад в мировой кинематограф

Жан-Жак Анно, режиссёр (Франция)
- Специальный приз «За покорение вершин актёрского мастерства и верность принципам школы К. С. Станиславского»

Жаклин Биссет, актриса (Великобритания)

## Отзывы
Российский кинокритик Юрий Гладильщиков не считает ММКФ «настоящим кинофестивалем», поскольку на нём не демонстрируются крупные премьеры мирового уровня. В отличие от других международных кинофестивалей (Каннского, Берлинского, Торонтского, Венецианского) ММКФ не приносит в государственную казну денег, а дотируется из бюджета. Гладильщиков отмечает плохую организацию показа конкурсной программы, дороговизну билетов на сеансы. В отличие от них, Анастасии Белокурова, Илья Малашенков и Сергей Угольников считают, что сокращение фестивальных дней пошло ММКФ только на пользу.